# ジャハンナム
ジャハンナム（jahannam、アラビア語: جهنم 、ベンガル語: জাহান্নাম  、マラヤーラム語: Naraka、 トルコ語: Cehennem  ）とは、イスラム教では、悪行者に対する死後の罰の場所（すなわち地獄）を指す。
罰は、彼の人生の間に行った悪の程度に応じて行われる。 コーラン、Jahannamもアル・ナールと呼ばれ　النار‎ ファイア' جحيم‎ 燃える炎' حطمة‎ 部分にどのブレークすなわち' هاوية‎ アビス' لظى‎ سعير‎ ブレイズ' سقر‎ 地獄への異なるゲートの名前も。 イスラムの天国のように、ジャハンナムは一時的な世界と共存しているという共通の信念がある。 
以下、イスラム教における死後の世界について説明する。

## バルザフ
イスラム教では、人間は死後、すぐに（永遠の）天国や、（永遠の）地獄に送られることはない。
イスラム教では、人間は死後、肉体から魂が切り離され、肉体は消滅し、魂は、最後の審判の日まで、「バルザフ」という中間的冥界で待機することになる。バルザフとは「地中界」「墓」という意味である。
死後、バルザフに入ると、その夜に天使ムンカルと天使ナキルが現れ、死者の信仰を確かめる。それにより、その後のバルザフでの境遇に違いが出る。
バルザフは天国でも地獄でもないが、やがて赴く世界についての予兆を受け取っており、天国的な経験をするか地獄的な経験をするからである。
そして終末の日に死者達は生きていた時と同じ姿の肉体を持って復活し、最後の審判を経て、永遠の天国である「ジャンナ」か、永遠の地獄である「ジャハンナム」に送られることになる。

## ジャハンナム
イスラム教では、罪人達は、最後の審判の後に、永遠の地獄であるジャハンナムに投げ込まれ、永遠に苦しむことになる。
ジャハンナムは、劫火が燃え盛る深い穴（奈落）というべき場所で、穴の上には「アッスィラート・ル・ムスタキーム（正しい道）」という橋が架かっている。
終末の日に復活した死者達は、唯一神の前で、生前の善行と悪行の多寡を秤にかけられ、その後にこの橋を渡ることになる。
善人が橋を渡ろうとすると、周りが光に包まれ、容易に渡ることができる。しかし、悪人が渡ろうとすると、周りが真っ暗になり、ジャハンナムへと落ちてしまうのである。
これはゾロアスター教のチンワト橋の説話の影響と考えられる。またチンワト橋の説話から類推すると、橋を渡れば、永遠の天国であるジャンナへと辿りつけると考えられる。
クルアーンにはジャハンナムの階層構造については詳しく書かれていないが、後代には七つの階層があるという考えが一般化した。
上から順に、 
１．一層目は、イスラーム教徒が落ちる「ジャハンナム」（火地獄）
２．二層目は、キリスト教徒が落ちる「ラザー」（燃える火）
３．三層目は、ユダヤ教徒が落ちる「フタマ」（砕く火）
４．四層目は、サービア教徒が落ちる「サイール」（燃え上がる火）
５、五層目は、ゾロアスター教徒が落ちる「サカル」（業火）
６．六層目は、多神教徒が落ちる「ジャヒーム」（竈、かまど）
７．七層目は、偽信者が落ちる「ハーウィア」（奈落） 
である。
また、これはイスラム教における七層構造の「天界」（ジャンナとは別物）と構造的に対になっていると考えられる。
ジャハンナムにおける罰は生前の罪の重さを正確に反映したもので、それ以上の物ではないと、クルアーンには書かれている。

## 天界
「ミーラージュ（昇天）」と呼ばれるイスラムの伝説では、預言者ムハンマドが大天使ガブリエルに導かれて、地獄や天界や天国を見たとされる。
それによると、ムハンマドは、天界において、下から順に、 
１．第一天では「アダム」
２．第二天では「ヤコブ」・「イエス」
３．第三天では「ヨセフ」
４．第四天では「エリヤ」
５．第五天では「アロン」
６．第六天では「モーセ」
７．第七天では「アブラハム」 
に迎えられたとされる。
そして最上層の第七天の果てで、シドラの木（生命の木）や天使の集まる神殿のある天国（＝ジャンナ）を見たとされる。
天界は終末の日に崩れ落ち、永遠の天国であるジャンナが出現するとされる。
つまり、天国（＝ジャンナ）は予め用意されており、それが終末の日に出現するのである。

### ハディース

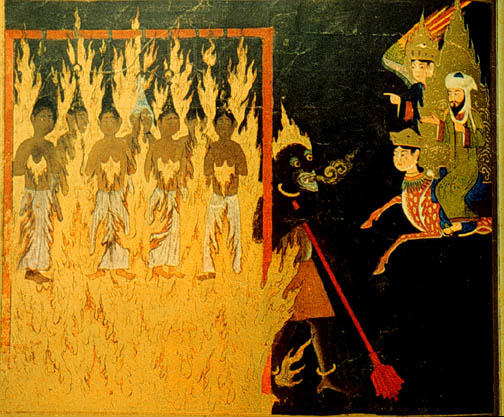
ムハンマド、ブラク、ガブリエルは、「恥知らずな女性」が売春のために地獄で罰せられているのを観察しています。

### 終末論的マニュアル

スーフィーの神秘主義者で哲学者のイブン・アラビーによるフトゥーハット・アル・マッキーヤの直筆原稿からの、審判の日の「集会の平原」（アルド・アル・ハシュル）の図。 1238。示されているのは、 'アーシュ（神の御座）、正義の人のための説教壇（アル・アミヌン）、7列の天使、ガブリエル（アル・ルー）、アラフ（バリア）、豊かな池、アル・マカム・アル-マフムド（称賛に値する駅。預言者ムハンマドが信者のために執り成しをする場所）、ミザン（鱗）、アシラート（橋）、ジャハンナム（地獄）、マルジュアルジャナ（楽園の牧草地）。

## 他の宗教との比較

### キリスト教

#### キリスト教の大衆文化

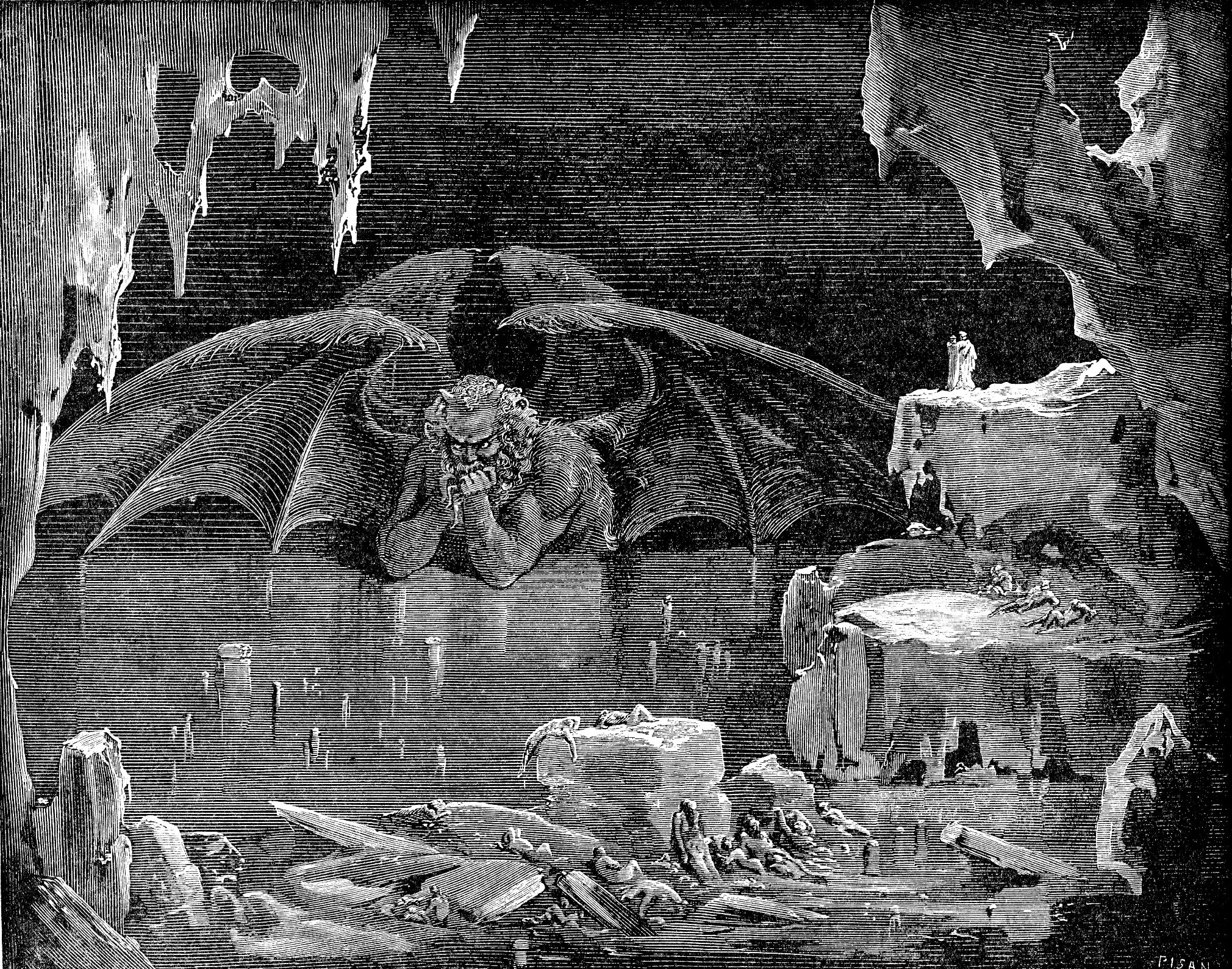
サタンは、カント34、インフェルノ、地獄の第9サークルの凍った中央ゾーンに閉じ込められています。

ダンテの神曲ではムハンマドやサラディンが地獄に落ちている。なお、神曲はダンテの思想感で記されている事を留意されたし。

### ゾロアスター教
ゾロアスター教はイスラームが誕生する前、ペルシャの国教だった。
ゾロアスター教の二元論が、アブラハムの宗教に影響を与えたという説もある。

### ヒンドゥー教
ヒンドゥー教とイスラム教のインドとパキスタンの間で激しい対立がある。ヒンドゥー教から派生したシク教徒はイスラム教の影響を受けている。

### 仏教
仏教の地獄もイスラム教と同じく(果てしない時間ではあるが)期限ありであり、務めを果たせば解脱できるものとされている。

### 引用
1. ↑  Phyllis Ghim-Lian Chew A Sociolinguistic History of Early Identities in Singapore: From Colonialism to Nationalism Palgrave Macmillan, 29 Nov 2012 ISBN 9781137012333 p. 195
2. ↑  Tom Fulks Heresy? the Five Lost Commandments Strategic Book Publishing 2010 ISBN 978-1-609-11406-0 page74
3. ↑  “Islamic Terminology”. 2014年12月23日閲覧。
4. ↑  [Quran 2:119]
5. ↑  [Quran 104:4]
6. ↑  [Quran 101:9]
7. ↑  [Quran 67:5]
8. ↑  Rustomji, Nerina (2009). The Garden and the Fire: Heaven and Hell in Islamic Culture. Columbia University Press. pp. 118–9 2014年12月25日閲覧。
9. ↑  Christian Lange
 Locating Hell in Islamic Traditions
 BRILL 978-90-04-30121-4 p. 12
10. ↑  Begley, Wayne E. The Garden of the Taj Mahal: A Case Study of Mughal Architectural Planning and Symbolism, in: Wescoat, James L.; Wolschke-Bulmahn, Joachim (1996). Mughal Gardens: Sources, Places, Representations, and Prospects Dumbarton Oaks, Washington D.C., ISBN 0884022358. pp. 229-231.

### 本や雑誌の記事
- Ghazali, Abu Hamid Muhammad (1989). On the Remembrance of Death and the Afterlife. Winter, T. J. (Translator). Cambridge, U.K.: Islamic Texts Society
- Kaltner, John, ed (2011). Introducing the Qur'an: For Today's Reader. Fortress Press. pp. 228–234 2015年5月2日閲覧。
- Rustomji, Nerina (2009). The Garden and the Fire: Heaven and Hell in Islamic Culture. Columbia University Press 2014年12月25日閲覧。